# Swordfishtrombones
Swordfishtrombones er et musikalbum af Tom Waits, udgivet i september 1983. Det var det første album han selv producerede. Det amerikanske musikmagasin Spin Magazine kaldte Swordfishtrombones det næstbedste album overhovedet. In 2006 placerede tidsskriftet Q magazine det som nummer 36 på deres liste "40 Best Albums of the '80s."

## Sporliste
1. «Underground» – 1:58
2. «Shore Leave» – 4:12
3. «Dave the Butcher» (instrumental) – 2:15
4. «Johnsburg, Illinois» – 1:30
5. «16 Shells from a Thirty-Ought Six» – 4:30
6. «Town With No Cheer» – 4:22
7. «In the Neighborhood» – 3:04
8. «Just Another Sucker on the Vine» (instrumental) – 1:42
9. «Frank's Wild Years» – 1:50
10. «Swordfishtrombone» – 3:00
11. «Down, Down, Down» – 2:10
12. «Soldier's Things» – 3:15
13. «Gin Soaked Boy» – 2:20
14. «Trouble's Braids» – 1:18
15. «Rainbirds» (instrumental) – 3:05